# Janek Schmidkunz
Janek Schmidkunz (* 16. März 1990 in Berlin) ist ein ehemaliger deutscher Basketballspieler.

## Laufbahn
Schmidkunz begann seine Basketball-Karriere in der Jugend des TuS Neukölln in seiner Heimatstadt Berlin. Zwischen 2007 und 2009 spielte er für Central Hoops Berlin in der Nachwuchs-Basketball-Bundesliga und in der Saison 2008/09 zusätzlich auch in der Herrenmannschaft in der 1. Regionalliga. Nach dem Abschluss seiner Jugendlaufbahn wechselte Schmidkunz in die zweite Herrenmannschaft von Alba Berlin und spielte dort unter Trainer Henrik Rödl in der 1. Regionalliga.
2010 ging Schmidkunz für vier Jahre in die Vereinigten Staaten: Er studierte Wirtschaft am American International College in Springfield, Massachusetts, und spielte für die Basketballmannschaft der Hochschule in der zweiten Division der NCAA. Während seines vierjährigen Aufenthaltes in den USA absolvierte er insgesamt 86 Partien für „AIC“ und erzielte dabei im Schnitt 9,5 Punkte und 2,1 Rebounds pro Einsatz. Schmidkunz machte unter anderem durch Treffsicherheit beim Distanzwurf auf sich aufmerksam und traf in 86 Collegespielen 231 Dreipunktwürfe.
2014 kehrte er nach Deutschland zurück und unterschrieb beim USC Heidelberg aus der 2. Bundesliga ProA seinen ersten Profivertrag. In 21 Spielen für Heidelberg bilanzierte er im Schnitt 1,4 Punkte pro Partie. Schmidkunz wechselte zur Saison 2015/16 zum TSV Nördlingen in die dritte Liga, 2. Bundesliga ProB. Dort kam er deutlich besser zur Geltung als in Heidelberg und war Leistungsträger der Nördlinger. 29 ProB-Einsätze verbuchte er und erzielte Mittelwerte von 17,1 Punkten sowie 2,7 Rebounds und 2,7 Korbvorlagen.
Seine guten Leistungen in seiner Nördlinger Zeit ermöglichten ihm die Rückkehr in die zweite Liga: Ende Juni 2016 nahmen ihn die Gotha Rockets unter Vertrag. Aufgrund eines Mittelhandbruchs, den er sich Mitte Dezember 2016 zuzog, musste er bis Mitte März 2017 pausieren. Er wurde mit Gotha Vizemeister, was den Aufstieg in die Bundesliga bedeutete. Schmidkunz kam in der Saison 2016/17 insgesamt in 30 Partien zum Einsatz und erzielte 5,9 Punkte pro Begegnung.
Im Sommer 2017 wechselte er zu den Dresden Titans in die ProB. Dort wurde er zum Mannschaftskapitän ernannt. Er spielte bis 2019, aufgrund von Hüftbeschwerden musste er seine Leistungssportlaufbahn beenden. In der Saison 2020/21, die bereits im Herbst 2020 aufgrund der anhaltenden COVID-19-Pandemie abgebrochen wurde, war Schmidkunz Trainer der Dresdner Mannschaft in der Nachwuchs-Basketball-Bundesliga.